# Корсов (Львовская область)
Ко́рсов (укр. Корсів) — село в Бродовской городской общине Золочевского района Львовской области Украины. Находится в 5 км к юго-западу от села Комаровка и в 22 км по автодорогам к северу от города Броды.

## История

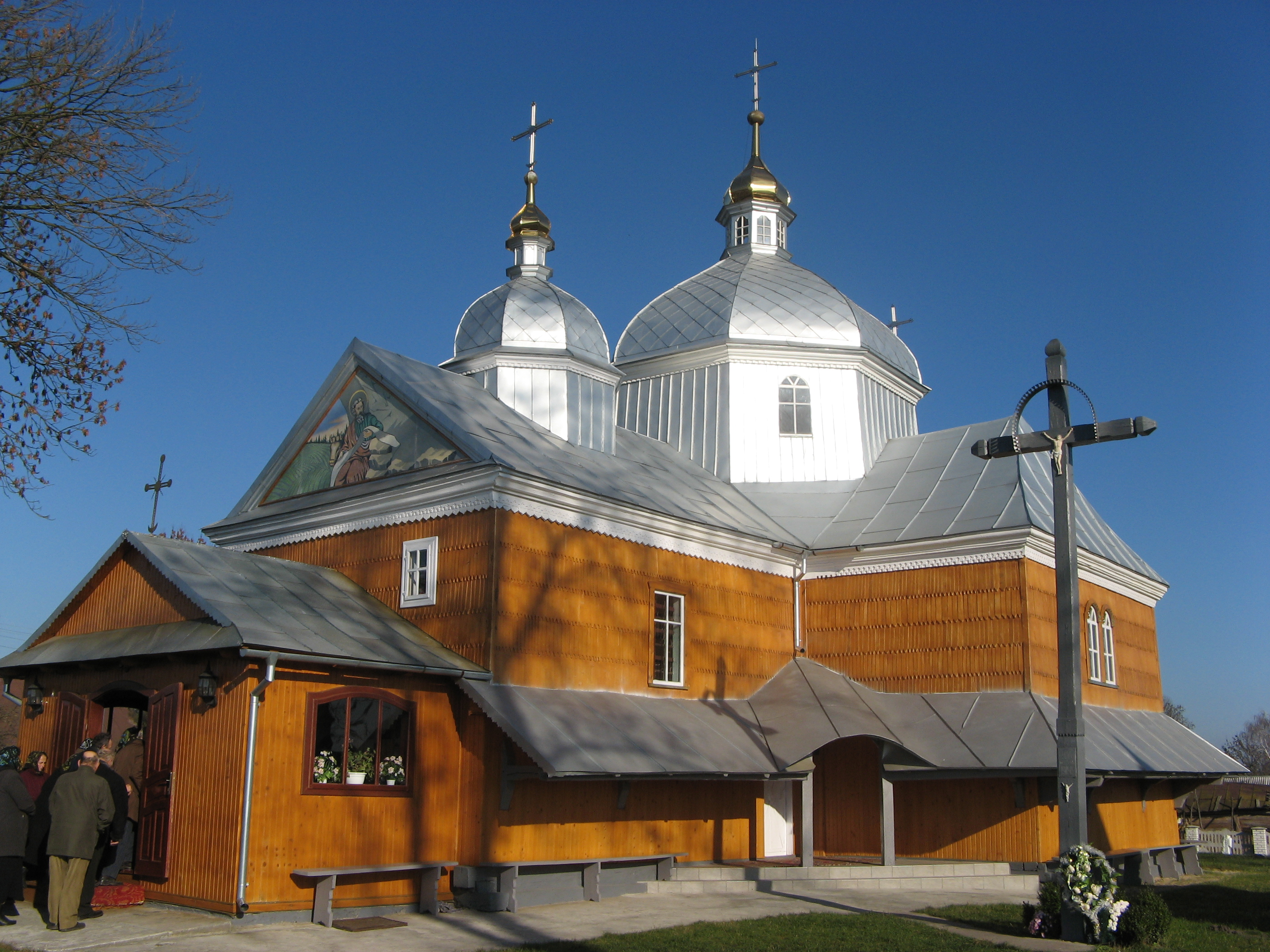
Церковь святого Луки, XVII в.

Церковь св. Луки основана в 1743 году (в 1946—1990 годах принадлежала РПЦ, в остальное время — УГКЦ).
В XIX веке — село округа Броды края Золочев Галиции.
По переписи 1880 года (вместе с деревнями Козья, Комаровка и Мытница) было 1165 жителей в селе и 132 вокруг, среди них около 50 римских католиков, остальные греческие. Селу принадлежало 2305 моргов пашни, 1024 морга лугов и садов, 874 морга пастбищ и 2584 морга леса. Имелись римско-католическая часовня св. Антония (отремонтирована в 2000-х годах), одноклассная школа, мельница и лесопилка.
К началу Второй Мировой Войны село входило в состав гмины Лешнёв Бродовского повята Тарнопольского воеводства Польши.
В 1939 году в селе (вместе с Козьей и Мытницей) проживало около 2200 человек, в том числе 1480 украинцев, 20 поляков и 360 польских колонистов, 320 латинников и 20 евреев. Польские колонисты жили в Мытнице.
В том же году село вошло в состав Львовской области УССР, в 1968 и 1978 годах входило в состав Комаровского сельсовета.
В 1989 году население составляло 578 человек (268 мужчин, 310 женщин).
По переписи 2001 года население составляло 590 человек, все назвали родным языком украинский.
Имеются школа I—II ступеней (66 учеников), народный дом общества «Просвита», библиотека, фельдшерско-акушерский пункт.